# Holýšov (nádraží)
Holýšov je železniční stanice v severní části města Holýšov v okrese Plzeň-jih v Plzeňském kraji nedaleko řeky Radbuzy. Leží na neelektrizované trati Plzeň – Furth im Wald.

## Historie
Stanice byla vybudována jakožto železniční zastávka na trase České západní dráhy (BWB) spojující Bavorsko, Plzeň a nádraží na Smíchově, podle typizovaného stavebního návrhu. Původně se nacházela v jižním směru od pozdější polohy, blíže k městu, jednalo se pouze o zastávku. Vzniklo zde též nákladové nádraží. 14. října 1861 byl se zastávkou uveden do provozu celý nový úsek trasy z České Kubice na provizorní nádraží ve Skvrňanech u Plzně (železniční most přes Radbuzu byl dokončen se zbytkem trati až následujícího roku), odkud po dokončení mohla dále pokračovat směrem do Prahy.
Po zestátnění BWB v roce 1895 pak obsluhovala stanici jedna společnost, Císařsko-královské státní dráhy (kkStB), po roce 1918 pak správu přebraly Československé státní dráhy.
Během druhé světové války roce 1942 byla na nedalekém místě v plzeňském směru vystavěna nádražní budova a rozsáhlejší kolejiště umožňující křižování vlaků, která byla ovšem v roce 1945 při spojeneckém bombardování zcela zničena. Po skončení války byla vystavěna nová výpravní budova.

## Popis
Nacházejí se zde dvě jednostranná vnitřní nekrytá nástupiště, k příchodu na nástupiště slouží přechod přes koleje. Roku 2010 a 2012 prošla budova rekonstrukcemi. V roce 2018 začaly rekonstrukční a modernizační práce na celém úseku Plzeň-Domažlice, trať zde má být kompletně zdvoukolejněna a elektrizována. Dlouhodobě se počítá s rekonstrukcí celé trati až k hraničnímu přechodu s Německem Česká Kubice - Furth im Wald.